# Hoplias malabaricus
Hoplias malabaricus (Bloch, 1794), conosciuto anche come traíra, è un pesce predatore d'acqua dolce dell'America Centrale e Sud America della famiglia dei Erythrinidae. Inizialmente indicato come Esox malabaricus dallo stesso Bloch, è stato in seguito assegnato al genere Hoplias.
La specie ha una discreta rilevanza commerciale, venendo allevata sia in ambito acquariofilo che come acquacoltura finalizzata all'alimentazione umana, tuttavia, causa il suo regime alimentare che predilige gli avannotti, l'introduzione in specchi d'acqua per la pesca sportiva ha causato la rapida diminuzione delle altre specie presenti.

## Descrizione
La lunghezza massima che può raggiungere è di 55 cm e il peso massimo è di 2 kg.
Come gli altri membri del genere Hoplias, questa specie ha la forma del corpo cilindrica con una grande bocca provvista di denti prominenti.
La colorazione è molto variabile, ma di solito è di colore grigio-marrone con strisce verticali scure o una singola striscia orizzontale.

## Distribuzione
È una specie di ampia distribuzione, la si trova nella maggior parte dei bacini dell'America Centrale e del Sud America, dal nord (nel Messico) fino al bacino del Rio de la Plata.
La pesca sportiva della traíra attrae molti pescatori, le sue qualità di predatore e la violenza di come attacca tutti i tipi di esche è veramente spettacolare.

## Biologia
Il pesce traíra è attivo quando l'acqua si incontra con temperature sopra i 18 gradi Celsius. Abita i locali d'acqua ferma e con vegetazione acquatica abbondante. Pezzi di legno, tronchi caduti, bidoni, sono ottimi nascondigli per il pesce traíra. Trascorre le ore diurne riposandosi tra la vegetazione e diventa più attivo durante la notte. Nei mesi freddi si nasconde nei letti dei fiumi e laghi per sopportare la bassa temperatura dell'acqua.
Questa specie depone le uova in buche situate in acque poco profonde e maschi fanno da guardiani ai nidi, anche dopo che le uova si sono schiuse.

## Galleria d'immagini

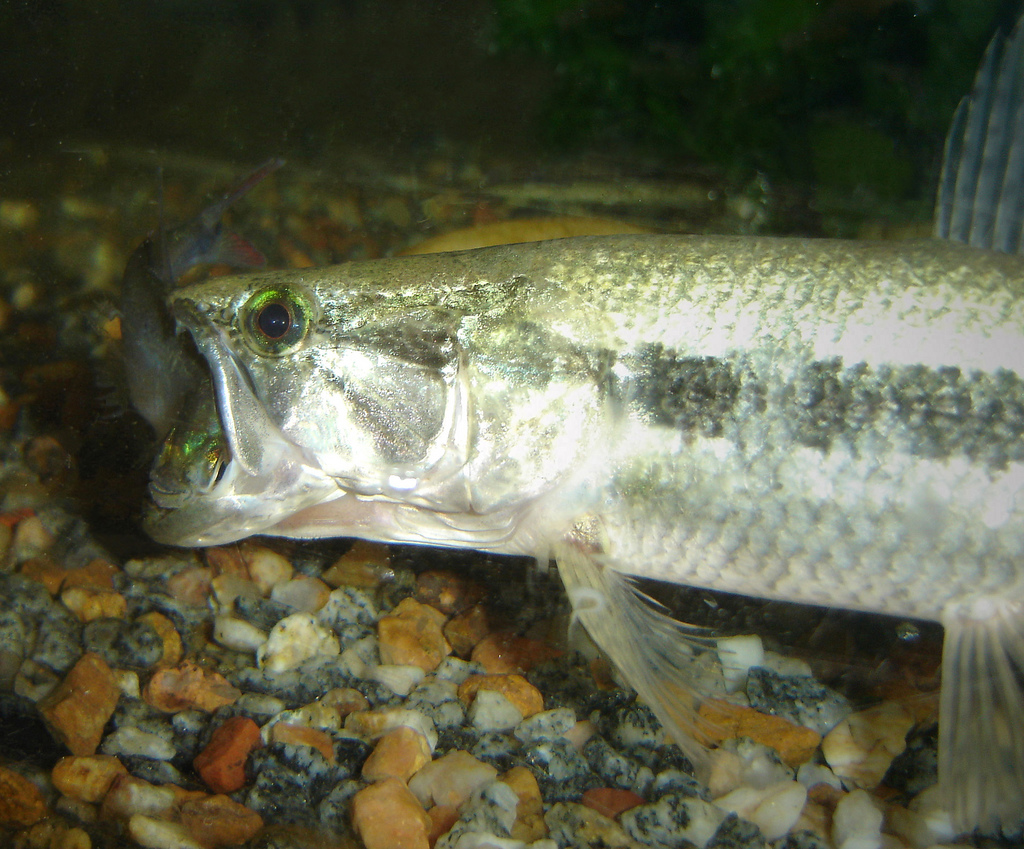
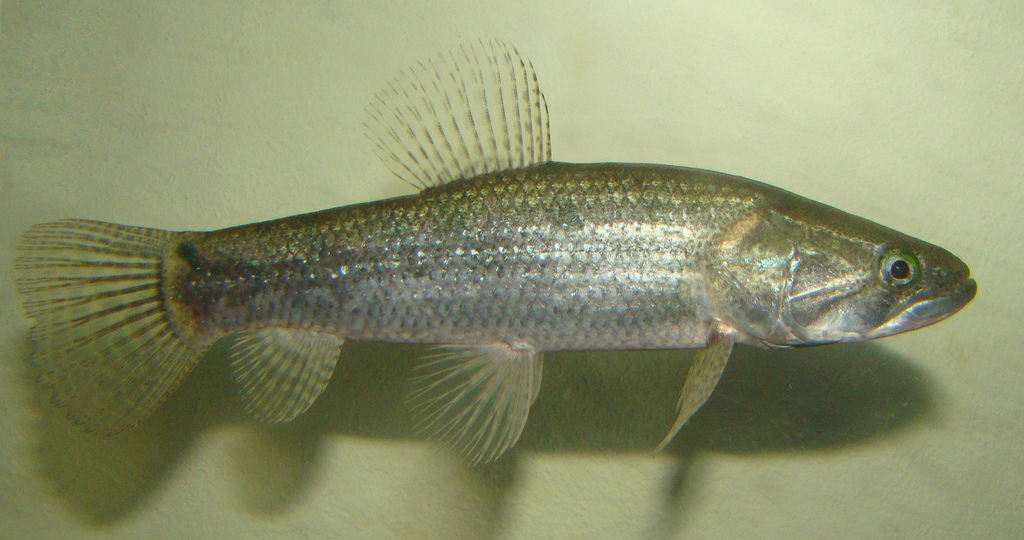